# کارتل
کارتل (به انگلیسی: Cartel) اتحادیه ای از شرکت‌هایی است که در یک رشته فعالیت می‌کنند، با حفظ استقلال مالی و حقوقی خود باهم متحد می‌شوند و دربارهٔ تقسیم بازار میان خود، حجم تولید و بهای کالا با یکدیگر گفتگو و سازش می‌کنند. هدف کارتل‌ها تسلط بر بازار یک کالا از طریق تضعیف یا از بین بردن رقابت در بازار آن کالا به روش ایجاد انحصار است. نمونه بارز کارتل‌ها از سال ۱۹۳۳ در آلمان و کشورهای اروپای غربی است. به خاطر تأثیر منفی کارتل‌ها بر رقابت، قوانین ضد ایجاد کارتل در آلمان و برخی کشورهای دیگر به وجود آمد.

## کارتل‌های بین‌المللی
یک کارتل بین‌المللی عرضه‌کنندهٔ یک کالای مخصوص در کشورهای مختلف است که اعضاء آن می‌توانند شرکت‌ها، سازمان‌ها یا دولت‌ها در کشورهای مختلف باشند که با توافق بر روی کاهش تولید و صادرات سعی می‌کنند سود خود را حداکثر کنند. هرچند که در آمریکا ایجاد کارتل ممنوع می‌باشد و در اروپا نیز بسیار محدود است امّا مقابله با کارتل‌های بین‌المللی کار راحتی نیست، زیرا این کارتل‌ها زیر نظر قانون هیچ کشوری نیستند.
در حال حاضر «سازمان کشورهای صادرکنندهٔ نفت (اوپک)» معروف‌ترین و تأثیرگذارترین کارتل بین‌المللی است که با کنترل تولید و صادرات اعضای خود توانست قیمت نفت را در سال‌های ۱۹۷۳ تا ۱۹۷۴ به چهار برابر قیمت افزایش دهد. مورد دیگر «سازمان حمل و نقل هوایی بین‌المللی (یاتا IATA)» که یک کارتل بزرگ خطوط هوایی بین‌المللی است که هر ساله خط مشی مربوط به پروازهای بین‌المللی را از قبیل کرایه‌ها، سیاست‌ها و مقررات را معیّن می‌کند.
یک کارتل زمانی موفّق است که فقط تعداد کمی در آن سازمان کالایی ضروری تولید کنند که جانشینی نداشته باشد. اوپک در دهه هفتاد بسیار موفق عمل کرد؛ زیرا برای نفت جانشینی وجود ندارد و تولیدکننده‌های آن نیز محدود هستند. وقتی تعداد زیادی عرضه‌کننده در سطح جهان وجود داشته باشد، مشکل می‌توان آن‌ها را در قالب یک کارتل کارآمد سازمان‌دهی نمود. هم‌چنین اگر جانشین مناسبی برای کالای تولیدی کارتل وجود داشته باشد، هر نوع تلاشی به منظور افزایش قیمت از طریق کاهش تولید تنها باعث این خواهد شد که مصرف‌کننده‌ها کالای جانشین را خریداری کنند. این مهم علت شکست کارتل‌های بین‌المللی در تسلط بر بازاهای مواد معدنی (غیر از نفت) و محصولات کشاورزی (غیر از شکر، قهوه، کاکائو و لاستیک) را نشان می‌دهد.
از آن روی که قدرت هر کارتل بستگی به توانایی آن در محدود کردن تولید و صادرات دارد، هر یک از عرضه‌کنندگان تمایل دارند خارج از کارتل فعالیت کنند و با توسل به نیرنگ به فروش نامحدود کالا با قیمتی کم‌تر از قیمت کارتل اقدام کنند. نمونه این واقعه در سال ۱۹۸۰ اتفاق افتاد و در زمانی که قیمت نفت در بالاترین حد خود بود، این قیمت باعث شد که کشورهای غیرعضو مثل انگلیس، مکزیک و نروژ به صورت جدّی در پی اکتشاف نفت باشند. افزایش عرضه نفت در پی کشف منابع جدید و تولید بیشتر، به همراه سیاست‌های حفاظت از محیط زیست باعث کاهش تقاضا برای محصولات نفتی شد؛ در نتیجه قیمت نفت در دهه هشتاد نسبت به دهه هفتاد به شدّت افت کرد. بر اساس پیش‌بینی‌های نظریه‌های اقتصادی، کارتل‌ها غالباً ثبات ندارند و سرانجام با فروپاشی روبرو می‌شوند. در صورت موفّقیت نیز کارتل چیزی بیش از انحصارگری که سود خود را حدّاکثر می‌کند و به زیان رقابت و حقوق مصرف‌کننده عمل می‌کند نخواهد بود.